# Râul Claia cu Brazi
Râul Claia cu Brazi este un curs de apă, afluent al râului Ialomicioara. 